# Kościół Świętego Krzyża w Damaszku
Kościół Świętego Krzyża (arab. كنيسة الصليب المقدس) – prawosławny kościół w Damaszku.

## Historia
Początkowo w tym miejscu, poza murami Damaszku znajdował się starożytny klasztor Świętego Krzyża. Prace nad budową nowej świątyni i budynków parafialnych rozpoczęto w 1927. Budowę zakończono w 1932 r.

## Architektura
Świątynia murowana, trójnawowa z transeptem, o ozdobnej dwuwieżowej fasadzie w stylu europejskim, zwieńczona kopułą.

### Wnętrze
Okazały marmurowy ikonostas wykonano w 1936 r. W świątyni znajdują się liczne ikony i obrazy w stylu greckim, syryjskim, rosyjskim oraz zachodnim.